# Pordenone
Pordenone é uma comuna italiana da região do Friuli-Venezia Giulia, província de Pordenone, com cerca de 51.008 habitantes. Estende-se por uma área de 38,23 km², tendo uma densidade populacional de 1305 hab/km². Faz fronteira com Azzano Decimo, Cordenons, Fiume Veneto, Pasiano di Pordenone, Porcia, Prata di Pordenone, Roveredo in Piano, San Quirino, Zoppola.

## Demografia
| Variação demográfica do município entre 1861 e 2011                               |
|                                                                                   |
| Fonte: Istituto Nazionale di Statistica (ISTAT) - Elaboração gráfica da Wikipedia |